# Serrara Fontana
Serrara Fontana là một đô thị trên đảo Ischia, tỉnh Napoli, vùng Campania của Italia, cách Napoli khoảng 30 km về phía tây nam.
Serrara Fontana giáp các đô thị: Barano d'Ischia, Casamicciola Terme, Forio.